# ساپاروا بانیا
ساپاروا بانیا شهری در استان کیوستندیل کشور بلغارستان است که جمعیت آن در سال ۲۰۰۱ میلادی ۴٬۳۲۸ نفر بوده‌است.